# Восточный научно-исследовательский горно-металлургический институт цветных металлов
Восточный научно-исследовательский горно-металлургический институт цветных металлов (ВНИИцветмет) — научная организация Казахстана, занимается исследованиями, опытно-промышленными и промышленными испытаниями в области горного дела, обогащения руд, металлургии тяжёлых цветных металлов, промышленной экологии. Входит в состав Национального центра по комплексной переработке минерального сырья Республики Казахстан.
Создан в 1950 году, согласно решению Совета Министров СССР, как Всесоюзный научно-исследовательский горно-металлургический институт цветных металлов (ВНИИцветмет).
В 1992 году преобразован в Восточный научно-исследовательский горно-металлургический институт цветных металлов (ВНИИцветмет).
Институт знаменит разработкой способа переработки сульфидных медно-цинковых концентратов и различных свинецсодержащих материалов — КИВЦЭТ-процесс.

## Основные научные направления
Целью ДГП «ВНИцветмет» является научно-техническое обеспечение устойчивого функционирования горно-металлургического комплекса Республики Казахстан на базе создания и реализации технологий и оборудования, повышающих научно-технический уровень производства свинца, цинка и сопутствующих металлов.

## Научные подразделения
- Горное дело и обогащение
  - Лаборатория рудничной геологии и управления качеством руд
  - Лаборатория горной геомеханики
  - Лаборатория подземной разработки рудных месторождений
  - Лаборатория технологии закладочных работ
  - Лаборатория композиционных материалов
  - Лаборатория промышленной вентиляции и обеспыливания
  - Лаборатория компьютерных технологий
  - Лаборатория благородных металлов и флотореагентов
  - Лаборатория гравитации
- Металлургия
  - Лаборатория гидрометаллургии
  - Лаборатория технологических испытаний минерального сырья
  - Лаборатория физико-химических исследований металлургических процессов
  - Лаборатория экологических исследований и природоохранных разработок
  - Лаборатория стандартизации и метрологии
  - Химико-аналитическая лаборатория
  - Лаборатория спектрального анализа